# Élection présidentielle sud-africaine de 2004
L'élection présidentielle sud-africaine de 2004 a été organisé dans le cadre d'un scrutin présidentiel indirect qui confie aux 400 nouveaux députés du parlement la tâche d'élire le chef d’État sud-africain. 
Au sein de la nouvelle Assemblée issue des élections législatives du 14 avril 2004, le Congrès national africain (ANC) est sorti largement majoritaire avec 279 sièges, contre 50 au Parti démocratique.
Le 23 avril 2004, en l'absence d'autres candidats, le président sortant, Thabo Mbeki, chef de l'ANC, est réélu par les députés aux fonctions de président de l'Afrique du Sud.